# Torchwood
Pour l'organisation fictive, voir Institut Torchwood.
Torchwood est une série télévisée britannique de science-fiction en 41 épisodes de 52 minutes créée par Russell T Davies, avec John Barrowman et Eve Myles, commandée par la BBC et diffusée entre le 22 octobre 2006 et le 15 septembre 2011 sur BBC Three, la filiale numérique, puis sur BBC Two et BBC One.
C'est une série dérivée de la série télévisée Doctor Who, centrée sur le personnage de Jack Harkness.
En France, la série est diffusée depuis le 12 octobre 2007 sur NRJ 12, puis à partir du 13 janvier 2009 sur Syfy et au Québec depuis le 7 janvier 2008 sur Ztélé.

## Synopsis
Torchwood se déroule à Cardiff quelque temps après la fin de la deuxième saison de Doctor Who.
Elle suit la branche galloise d'une agence secrète intitulée l'Institut Torchwood. L'Institut Torchwood a été créé par la Reine Victoria en 1879 pour lutter contre les ennemis extraterrestres de l'Empire britannique, enquêter sur les incidents impliquant des extraterrestres, récupérer des objets extraterrestres tombés entre les mains d'humains et qui risqueraient de porter atteinte à la puissance du Royaume-Uni de cette époque. Il est directement financé par la Couronne britannique. Comme expliqué dans l'annonce du prégénérique, Torchwood est en dehors du gouvernement, au-dessus de la police et sous les ordres des Nations unies. Si son existence publique est censée être secrète, elle passe aux yeux de la population comme un groupe d'action spéciale.
On apprend dans l'épisode pilote que la ville de Cardiff est construite sur une faille spatio-temporelle ouverte en permanence, ce qui permet aux aliens de pénétrer dans notre monde. On y voit l'agent de police Gwen Cooper découvrir l'existence de Torchwood et de ses activités secrètes. Le Capitaine Jack Harkness dirigeant Torchwood accepte de lui présenter son équipe composée de Suzie Costello, Owen Harper, Toshiko Sato et Ianto Jones. Jack Harkness se révèle être un être immortel qui semble avoir vécu pour Torchwood depuis la fin du XIXe siècle. Par la suite, Gwen rejoint Torchwood devenant un membre à part entière. Il lui arrive de le regretter, mais elle est plus souvent fière de faire partie de cet institut secret.

## Production

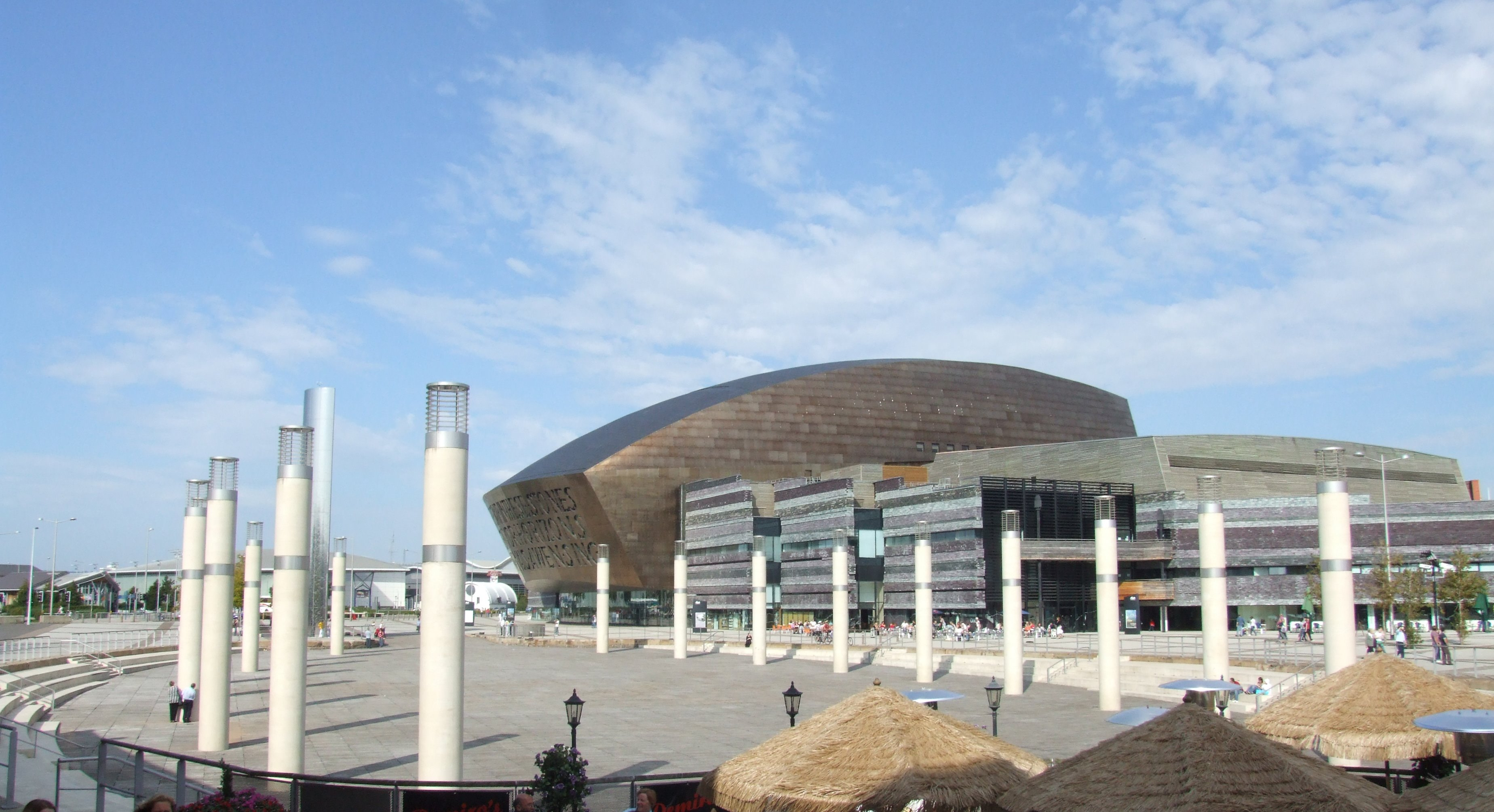
Torchwood est situé sous la place Roald Dahl, à Cardiff.

### Développement
Avant le retour de la série Doctor Who, Russell T Davies avait en tête l'idée d'une série mélangeant science-fiction/drame dans le style de Buffy contre les vampires ou d'Angel,.
Cette idée, nommée Excalibur, fut abandonnée vers l'année 2005, lorsque Stuart Murphy aida à remettre sur les rails Doctor Who. Afin de garder secret le revival de Doctor Who, les scénaristes et réalisateurs en parlèrent sous le nom du projet "Torchwood" (une anagramme de "Doctor Who") ce qui donna à Davies l'envie de raccorder le nom de "Torchwood" à "Excalibur" et d'en faire un spin-off de la série Doctor Who. De façon cachée ou anodine, le mot "Torchwood" a été de nombreuses fois répété à la fin de la saison 1 et durant la saison 2 de Doctor Who.
La particularité de Torchwood était d'être une série diffusée après 21 heures sur BBC Three, avec un public bien plus adulte que Doctor Who diffusée à 19 heures sur BBC One. Davies dévoila à SFX Magazine sa volonté de faire quelque chose de plus viscéral, violent et sexuel s'il le voulait. Il voulait une série qui soit adulte au-dessus du sanglant et du gore. Pour John Barrowman le fait qu'il n'y ait pas de scène de nu dans la première saison est qu'il gardait cela pour la seconde saison. « Du moment qu'ils me payent bien, je suis prêt à montrer mon sexe et mes testicules. » Davies expliqua dans une interview radio que la série n'était pas non plus une sorte de Doctor Who pour les adultes. Néanmoins la première saison de Torchwood montre des choses que l'on ne voyait jamais dans Doctor Who, comme des scènes de sexe et de la vulgarité dans plusieurs épisodes.

## Distribution

### Acteurs principaux
- John Barrowman (VFB : Sébastien Hébrant) : le capitaine Jack Harkness
- Eve Myles (VFB : Claire Tefnin) : Gwen Cooper
- Gareth David-Lloyd (VFB : Pierre Lognay) : Ianto Jones (saisons 1 à 3)
- Naoko Mori (VFB : Cathy Boquet) : Toshiko Sato (saisons 1 et 2)
- Burn Gorman (VFB : Bruno Mullenaerts) : Dr Owen Harper (saisons 1 et 2)
- Kai Owen (VFB : Philippe Allard) : Rhys Williams (saisons 3 et 4 - récurrent saisons 1 et 2)
- Mekhi Phifer (VFB : Mathieu Moreau) : Rex Matheson (saison 4)
- Alexa Havins (VFB : Esther Aflalo) : Esther Drummond (saison 4)

Photos des acteurs principaux.
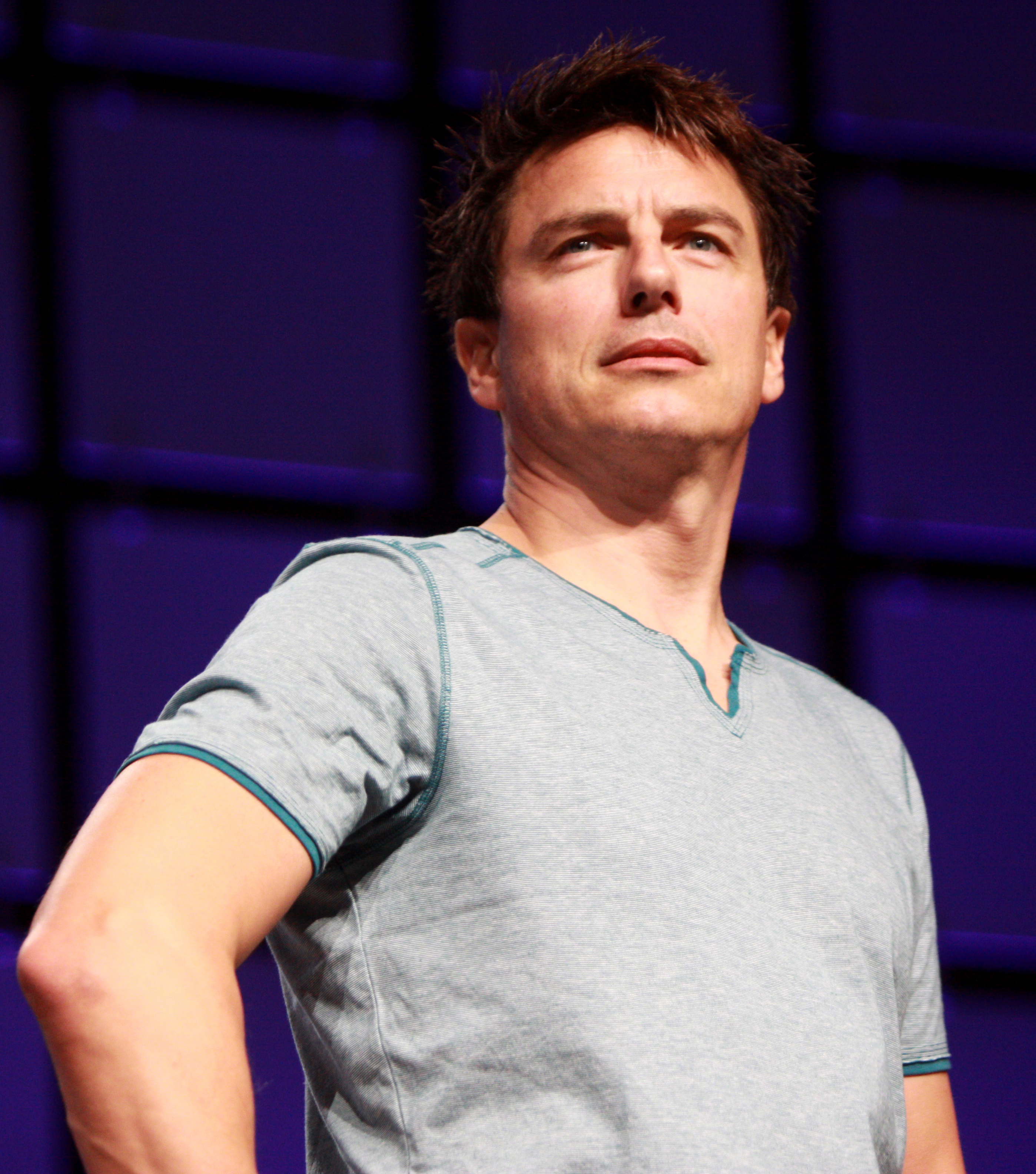
John Barrowman interprète le Capitaine Jack Harkness.
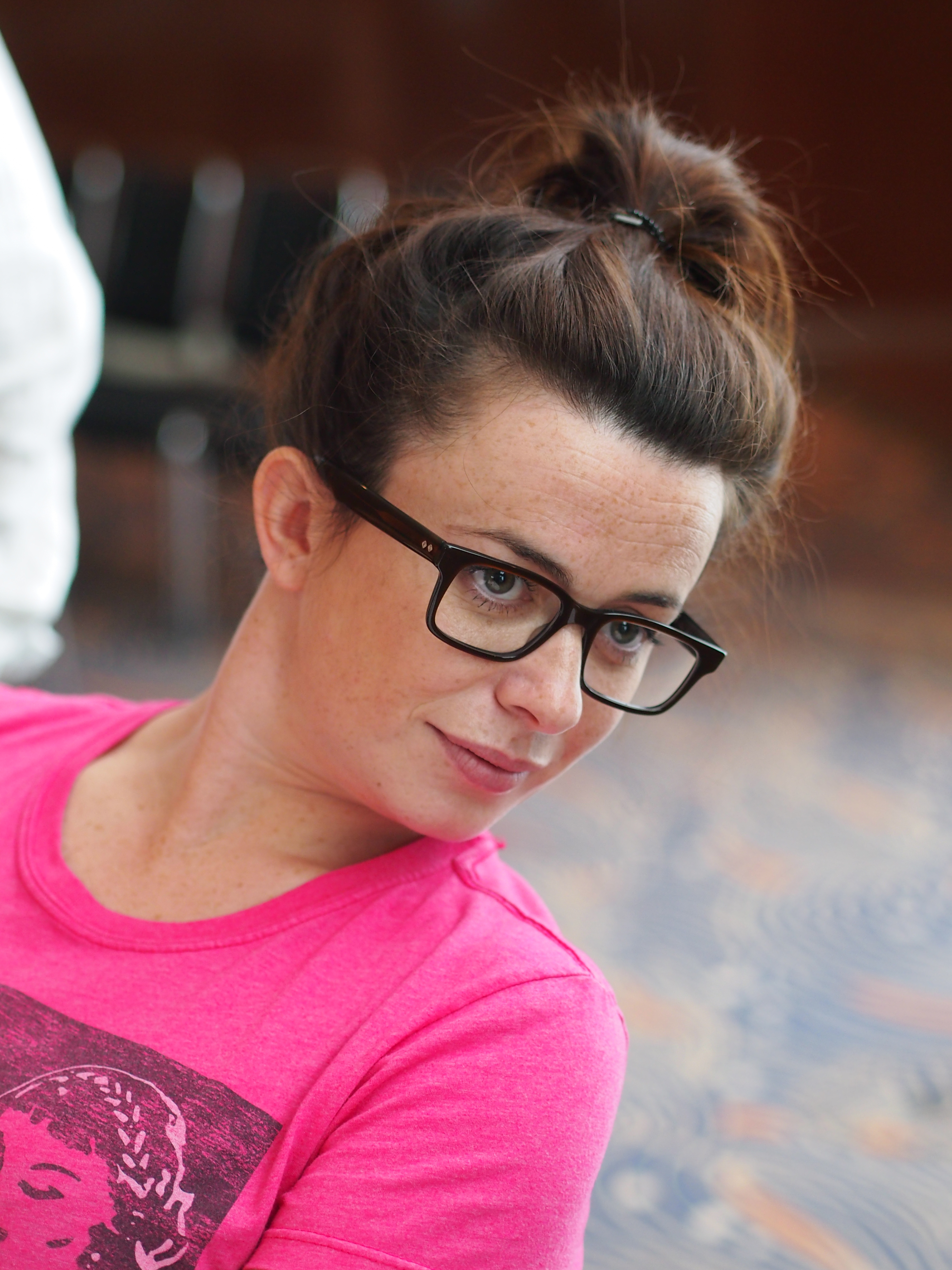
Eve Myles interprète Gwen Cooper.
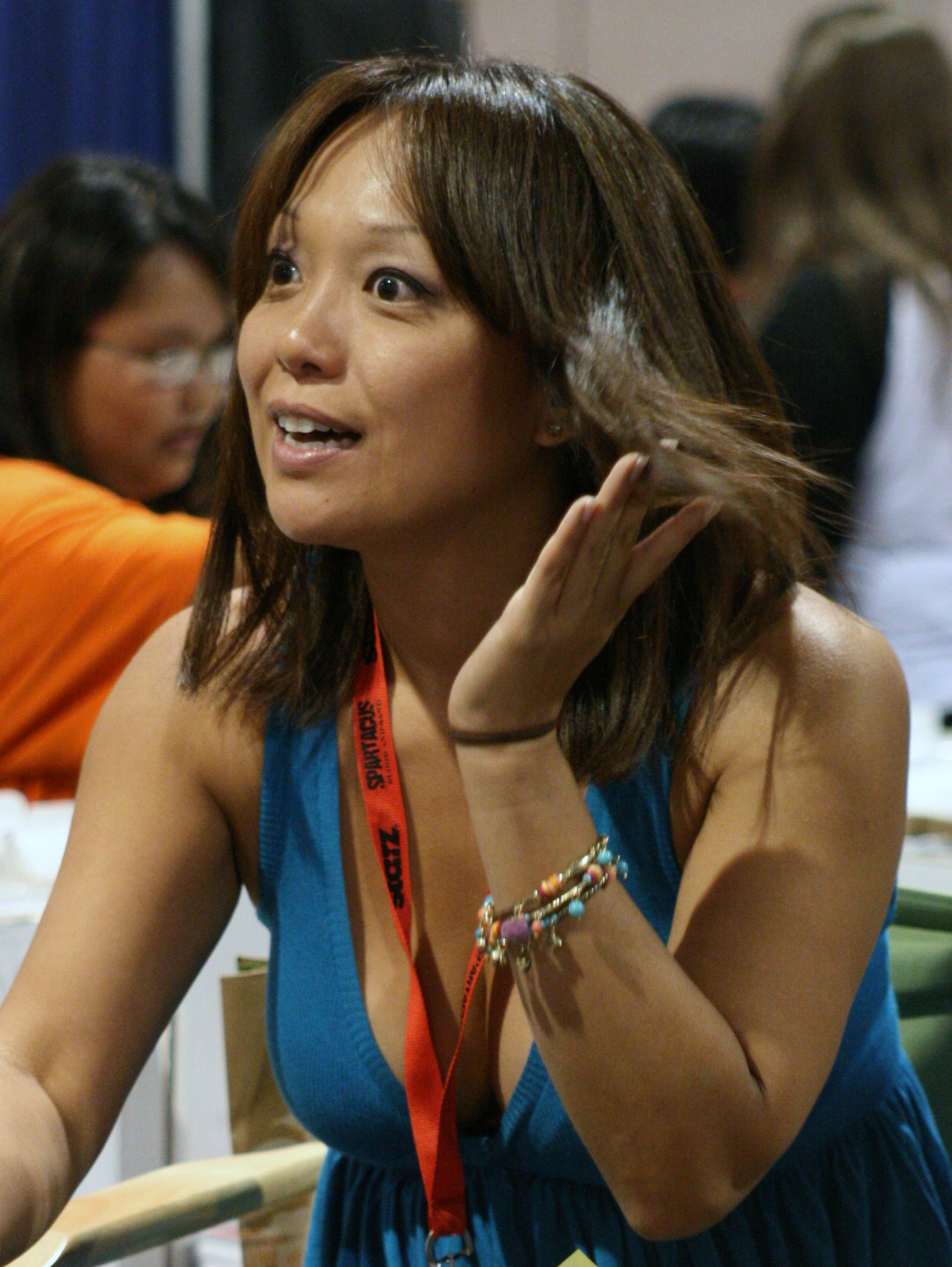
Naoko Mori interprète Toshiko Sato.
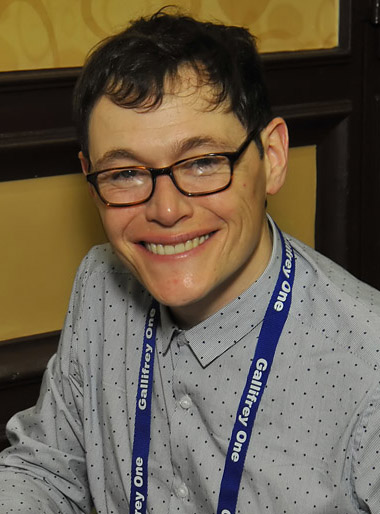
Burn Gorman interprète Owen Harper.
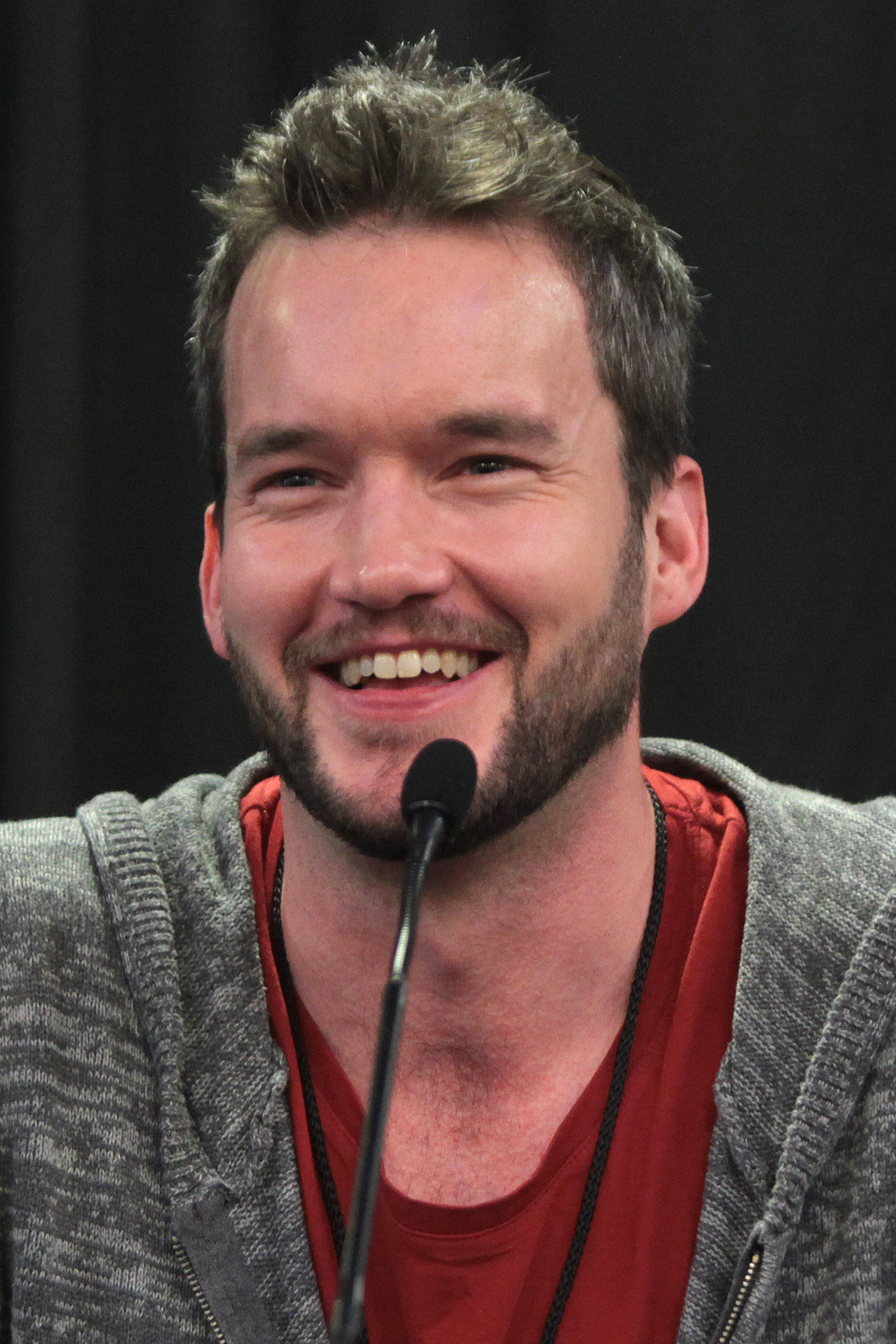
Gareth David-Lloyd interprète Ianto Jones.
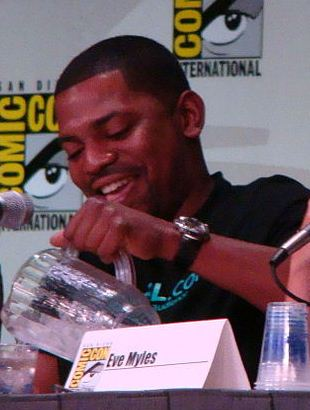
Mekhi Phifer interprète Rex Matheson.

### Acteurs récurrents
- Indira Varma (VFB : Nathalie Hugo) : Suzie Costello (2006)
- Tom Price (VFB : Xavier Percy) : Andy Davidson (2006-2011)
- James Marsters (VFB : Romain Barbieux) : le capitaine John Hart (2006-2007)
- Freema Agyeman (VFB : Mélanie Dermont) : Martha Jones (2008)
- Lauren Ambrose (VFB : France Bastoen) : Jilly Kitzinger (2011)
- Arlene Tur (VFB : Marcha Van Boven) : Dr Vera Juarez (2011)
- Bill Pullman (VF : Michel Papineschi) : Oswald Danes (2011)
Version française
  - Société de doublage : Dubbing Brothers (Belgique, sauf Michel Papineschi)
  - Direction artistique : Jennifer Baré
  - Adaptation des dialogues : Rosine Martin-Wortemann
  - Mixage : Marc Lacroix

### Écriture et tournage
Lors de l'annonce de la série en octobre 2005, Stuart Murphy décrivait la série comme étant « sinistre et psychologique... Très British, moderne et réaliste » tandis que Davies décrivait la série comme étant « un thriller fantastique paranoïaque britannique, une série de flic avec de l'humour [...] Sombre, sauvage et sexy, comme la rencontre d'X-Files et de La Vie en face (This Life) »,. Davies niera plus tard avoir fait cette comparaison, décrivant plus tard la série comme « une allée, la pluie, la ville ». La première série avait pour scénariste principal Chris Chibnall, créateur d'une série anglaise nommée Born and Bred et futur showrunner de Los Angeles, police judiciaire (Law & Order: Los Angeles), Broadchurch, ou Doctor Who (à partir de la saison 11). Parmi les autres scénaristes, figurent deux scénaristes de Doctor Who (Helen Raynor et Cath Tregenna), un ancien acteur de Doctor Who Noel Clarke et deux autres scénaristes (P.J. Hammond, Toby Whithouse). Finalement, sur les deux premières saisons, Russell T Davies n'aura écrit que le premier épisode.
Les épisodes de Torchwood sont intégralement tournés à Cardiff, tout comme Doctor Who. Mais contrairement à cette dernière où Cardiff est « masquée » pour figurer Londres ou de nombreux autres recoins de la galaxie, la ville apparaît dans Torchwood en tant que telle et est délibérément présentée comme une grande ville moderne, ce qui contraste avec la vision habituelle du Pays de Galles.
La première saison fut filmée entre mai et novembre 2006. Lors de la seconde saison, c'est le scénariste "principal" Chris Chibnall qui écrit le premier épisode ainsi que les trois derniers épisodes,. Catherine Tregenna et Helen Raynor écriront deux épisodes, les autres auteurs étant James Moran, Matt Jones, J.C. Wilsher, Joseph Lidster, P.J. Hammond et Phil Ford.
De ces scénaristes, seul James Moran revient dans l'écriture de la troisième saison, le reste étant écrit par Russell T Davies, de retour sur la série, et par un nouveau scénariste John Fay.

### Début des épisodes
Avant le prégénérique, de courtes scènes résumant Torchwood avec, en voix off, Jack résumant le but de l'institut Torchwood. Une scène de prégénérique amène le thème de l'épisode. Après cette scène se trouve un générique écrit par Murray Gold.

### Évolution de la série
Torchwood est l'une des rares séries télévisées à avoir changé de diffuseur à chaque saison.

#### Première saison
Composée de 13 épisodes, elle a été diffusée du octobre 2006 au janvier 2007 sur BBC Three où elle a rencontré un succès d'audience, malgré un budget réduit (ce qui explique l'abondance d'épisodes en intérieur). Les évènements se déroulent en 2007 afin d'accentuer le côté « futur proche ».

#### Deuxième saison
Composée aussi de 13 épisodes, elle a été diffusée à partir du 16 janvier 2008 sur BBC Two, ce qui lui a conféré une meilleure exposition et a encore augmenté son audience et ce qui lui a permis l'obtention d'un plus gros budget.

#### Troisième saison
Elle a été signée par BBC One avec la promesse d'avoir un budget plus important, mais une restriction budgétaire en 2009 a fait réduire la saison à cinq épisodes. Russell T Davies a choisi d'en faire une mini-saison intitulé Les Enfants de la Terre (Children of Earth en VO). Elle a été diffusée du 6 juillet 2009 au 10 juillet 2009 sur BBC One au rythme d'un par jour pendant une semaine, l'ensemble constituant une histoire unique. Lors de sa diffusion en plein milieu de l'été (généralement le moment où l'audience est la plus basse), la série eut un pic d'audience et la critique a été très bonne. En France, cette saison a été diffusée à partir du 17 novembre 2009 sur NRJ 12 puis a fait l'objet d'une « soirée spéciale Torchwood » le 19 février 2011, avec la diffusion intégrale des cinq épisodes, toujours sur la même chaîne.

#### Quatrième saison
Elle est coproduite par BBC Wales, BBC Worldwide et par la chaîne américaine Starz. Cette quatrième saison a été diffusée à partir du 8 juillet 2011 simultanément sur Starz et BBC One sous le titre Torchwood : Le Jour du Miracle ("Torchwood : Miracle Day" en VO). Elle a été diffusée sur NRJ 12 pendant trois semaines à partir du 30 novembre 2011.

### Fiche technique
Sauf indication contraire, les informations mentionnées dans cette section peuvent être confirmées par la base de données cinématographiques IMDb,  présente dans la section « Liens externes ».
- Titre original et français : Torchwood
- Création : Russell T Davies
- Réalisation : Andy Goddard, Colin Teague, Ashley Way, Jonathan Fox Bassett, Euros Lyn, Bill Gierhart
- Scénario : Russell T Davies, Chris Chibnall, Catherine Tregenna, Peter hammond, Helen Raynor, John Fay, James Moran, Jane Espenson et John Shiban
- Direction artistique : Keith Dunne et Stephen Nicholas
- Décors : Edward Thomas, Julian Luxton, Kay Brown et Gregory Melton
- Costumes : Ray Holman et Shawna Trpcic
- Photographie : Ray Orton, Mark Waters, Simon Butcher et Rory Taylor
- Montage : Richard Cox, William Webb, Mike Hopkins, Hunter M. Via, Michael N. Knue, Mike Jones, Fergus MacKinnon, Philip Kloss, William Oswald et Sara Mineo
- Musique : Murray Gold et Ben Foster
- Casting : Andy Pryor (2006-2011), Melanie Burgess et John Frank Levey (2011)
- Production : Richard Stokes, Brian Minchin, Kelly A. Manners et Peter Bennett ; Chris Chibnall (coproducteur) ; Sophie Fante (assistante) ; Catrin Lewis Defis, Terry Reeve, Marcus Prince et Skip Schoolnik (producteurs associés)
  - Production exécutive : Russell T. Davies, Julie Gardner, Jane Tranter et Vlad Wolynetz (coproducteur exécutif)
- Sociétés de production : BBC Wales, Canadian Broadcasting Corporation et Starz Entertainment
- Sociétés de distribution : BBC Worldwide (distributeur mondial tous médias), BBC Three, Two, One (télévision - Royaume-Uni) ; BBC America (télévision), BBC Warner (DVD - États-Unis) ; NRJ 12 et Syfy Universal (télévision - France)
- Pays d'origine :  Royaume-Uni
- Langue originale : anglais
- Format : Couleur - 1,78 : 1 - son stéréo
- Genre : science-fiction
- Durée : 52 minutes

### Diffusion internationale
- En version originale
 Royaume-Uni : depuis le 22 octobre 2006 sur BBC Three (saison 1), puis BBC Two (saison 2) et BBC One (saison 3 & 4)
 États-Unis : [Quand ?] sur Starz
 Canada : [Quand ?] sur CBC
En version française
 France : depuis le 12 octobre 2007 sur NRJ 12, rediffusée depuis le 13 janvier 2009 sur Syfy Universal
 Québec : depuis le 7 janvier 2008 sur Ztélé

## Épisodes
La série compte quatre saisons de 13, 13, 5 et 10 épisodes.

## Univers de la série

### Les personnages

#### Personnages principaux (saison 1 & 2)
- Capitaine Jack Harkness
- Gwen Cooper
- Ianto Jones
- Toshiko Sato
- Dr Owen Harper

#### Personnages principaux (saison 3)
- Capitaine Jack Harkness
- Gwen Cooper
- Ianto Jones
- Rhys Williams

#### Personnages principaux (saison 4)
- Capitaine Jack Harkness
- Gwen Cooper
- Rhys Williams
- Dr Vera Juarez
- Esther Drummond
- Rex Matheson

### Les liens avecDoctor Who
- Le nom Torchwood est une anagramme de Doctor Who.
- L'Institut Torchwood apparaît d'abord dans Doctor Who, dans l'épisode 2 de la saison 2 de Doctor Who, « Un loup-garou royal », la création de l'Institut Torchwood étant décidée par la reine Victoria afin de lutter contre les phénomènes extraterrestres que le Docteur représente. La maison mère est détruite à la fin de la saison. La série Torchwood est lancée quelques mois après.
- Jack Harkness est d'abord un personnage présent dans la série Doctor Who, et ce à partir de l'épisode Drôle de mort de la saison 1 : voir apparitions de Jack Harkness dans Doctor Who.
- Ianto et Gwen, présents dans la base de Torchwood à Cardiff, participent à la fin de la saison 4 de Doctor Who (seconde invasion des Daleks).
- Le personnage de Toshiko Sato est entrevu lors de l'épisode L'Humanité en péril de la première saison de Doctor Who.
- Eve Myles, qui est l'actrice interprétant Gwen Cooper, incarne le personnage de Gwynett dans l'épisode 3 de la première saison de Doctor Who. Gwynett sert de passage entre une faille et le monde original, à Cardiff en 1869. Il est plus tard suggéré que l'une est la descendante de l'autre.
- Lorsque Martha Jones rentre dans le bureau, on peut voir la une du journal que l'on voit dans la saison 1 L'Explosion de Cardiff.
- Dans l'épisode Capitaine Jack Harkness, on peut voir des affiches Vote Saxon sur la façade du music-hall, les mêmes affiches utilisées par le Maître dans les épisodes Que tapent les tambours et Le Dernier Seigneur du temps. Dans ce même épisode, on peut également voir un tag noté "Bad wolf" lorsque Jack et Toshiko descendent les escaliers du music-hall
- Dans l'épisode 1 de la saison 2, le capitaine Jack Harkness parle « d'un docteur voyageant hors du temps, qui comprendrait pourquoi il est immortel », ce qui est une flagrante description du Docteur.
- Toujours dans l'épisode 1 de la saison 2, Jack Harkness parle des Cybermen, certains des antagonistes principaux de Doctor Who.
- Dans l'épisode 5 de la saison 1, le capitaine Jack Harkness, en parlant d'individus pris pour des « fées » (Fairies), fait mention de l’existence des « Mara » en les comparant à des esprits maléfiques surpuissants vivant dans le monde des rêves. Ceci est un rappel direct des épisodes 118, Kinda, et épisode 124 Snakedance des saisons 19 et 20 du Doctor Who 1re série (1963, 1993). Seule une humaine, Tegan Jovanka, connaissait leurs existence auparavant, il n'est pas spécifié comment Jack Harkness connaissait ces créatures ou l'empire Manussien disparu à l'époque de Torchwood.

### Commentaires
La série est plus axée sur la sexualité que Doctor Who, et ce, dès le deuxième épisode, centré sur un alien recherchant des relations sexuelles. En Angleterre, les DVD de la série sont interdits aux moins de 15 ans.
La majorité des personnages de cette série sont bisexuels. Le personnage de Jack Harkness est même pansexuel.